# Regional Preferente de La Rioja 2010-11
La temporada 2010-11 de Regional Preferente de La Rioja de fútbol comenzó el 4 de septiembre de 2010 y acabó el 5 de junio de 2011. Durante esta campaña era el quinto y último nivel de las Ligas de fútbol de España para los clubes de La Rioja, por debajo de la Tercera División de España.

## Sistema de competición
Un único grupo con los 20 equipos se enfrentarían a doble vuelta, una vez en casa y otra en el campo del equipo rival, todos contra todos.
Los equipos que se clasificaran en los tres primeros puestos ascenderían directamente a Tercera División, exceptuando filiales que ya dispongan de un equipo en la categoría inmediatamente superior. Si hubiera alguna vacante más en el grupo XVI de Tercera División ascenderían los siguientes clasificados.

## Clasificación[1]
| Pos. | Equipo                             | Pts. | PJ | G  | E  | P  | GF  | GC  | Dif. |                                                     |
| ---- | ---------------------------------- | ---- | -- | -- | -- | -- | --- | --- | ---- | --------------------------------------------------- |
| 1    | C. D. Tedeón (A, C)                | 86   | 37 | 26 | 8  | 3  | 100 | 38  | +62  | Ascenso directo a Tercera                           |
| 2    | C. F. Ciudad de Alfaro (A)         | 75   | 37 | 22 | 9  | 6  | 71  | 35  | +36  | Ascenso directo a Tercera                           |
| 3    | C. D. Anguiano "B"                 | 72   | 37 | 23 | 3  | 11 | 72  | 44  | +28  |                                                     |
| 4    | C. D. Bañuelos (A)                 | 71   | 37 | 22 | 5  | 10 | 55  | 36  | +19  | Ascenso directo a Tercera                           |
| 5    | C. F. Rápid                        | 65   | 37 | 19 | 8  | 10 | 65  | 43  | +22  |                                                     |
| 6    | C. C. D. Alberite                  | 64   | 37 | 18 | 10 | 9  | 79  | 44  | +35  |                                                     |
| 7    | C. D. F. C. La Calzada             | 59   | 37 | 17 | 8  | 12 | 60  | 48  | +12  |                                                     |
| 8    | Yagüe C. F.                        | 58   | 37 | 16 | 10 | 11 | 68  | 46  | +22  |                                                     |
| 9    | C. D. Villegas                     | 57   | 37 | 17 | 6  | 14 | 55  | 46  | +9   |                                                     |
| 10   | Náxara C. D. "B"                   | 54   | 37 | 17 | 3  | 17 | 74  | 56  | +18  |                                                     |
| 11   | C. D. Autol                        | 50   | 37 | 14 | 8  | 15 | 63  | 64  | −1   |                                                     |
| 12   | C. Haro Deportivo Promesas         | 48   | 37 | 13 | 9  | 15 | 56  | 63  | −7   |                                                     |
| 13   | S. D. Oyonesa "B"                  | 46   | 37 | 12 | 10 | 15 | 53  | 57  | −4   |                                                     |
| 14   | C. D. San Lorenzo                  | 44   | 37 | 12 | 8  | 17 | 50  | 57  | −7   |                                                     |
| 15   | C. P. Calasancio "B"               | 43   | 37 | 12 | 7  | 18 | 52  | 58  | −6   | El club no compite en la siguiente temporada        |
| 16   | Casalarreina C. F.                 | 42   | 37 | 12 | 6  | 19 | 55  | 84  | −29  |                                                     |
| 17   | Albelda At. C.                     | 34   | 37 | 10 | 4  | 23 | 45  | 84  | −39  | El club no compite en la siguiente temporada        |
| 18   | C. D. Celta Cenicero               | 15   | 37 | 3  | 6  | 28 | 30  | 116 | −86  | El club no compite en la siguiente temporada        |
| 19   | A. D. R. Santa María               | 11   | 37 | 2  | 5  | 30 | 32  | 103 | −71  | El club no compite en la siguiente temporada        |
| 20   | Universal Futbolística Rioja F. C. | 21   | 19 | 6  | 3  | 10 | 23  | 36  | −13  | * Retirado de la competición tras la primera vuelta |

 Fuente: Federación Riojana de Fútbol

### Tabla de resultados cruzados
| Local \ Visitante          | TED | CIU | ANG | BAN | RAP | ALB | CAL | YAG | VIL | NAX | AUT | HAR | OYO | SAN | CAL | CAS  | AAT | CEL | EFI | RIO |
| -------------------------- | --- | --- | --- | --- | --- | --- | --- | --- | --- | --- | --- | --- | --- | --- | --- | ---- | --- | --- | --- | --- |
| C. D. Tedeón               | —   | 3–1 | 1–3 | 1–0 | 2–0 | 1–1 | 1–0 | 3–0 | 2–0 | 3–0 | 3–0 | 3–0 | 2–1 | 2–3 | 1–0 | 4–1  | 3–0 | 5–1 | 5–1 | 6–0 |
| C. F. Ciudad de Alfaro     | 0–0 | —   | 3–1 | 3–0 | 3–1 | 5–0 | 1–1 | 3–2 | 2–2 | 2–1 | 4–0 | 2–0 | 2–1 | 2–1 | 1–1 | 2–0  | 2–1 | 1–0 | 4–0 | 3–0 |
| C. D. Anguiano "B"         | 2–1 | 2–1 | —   | 2–1 | 2–2 | 0–2 | 2–0 | 0–1 | 0–1 | 4–1 | 1–0 | 2–3 | 3–2 | 2–0 | 2–0 | 10–2 | 2–1 | 2–1 | 2–1 | 5–2 |
| C. D. Bañuelos             | 1–2 | 1–1 | 2–1 | —   | 3–0 | 1–0 | 2–1 | 1–0 | 1–3 | 1–0 | 3–2 | 1–0 | 2–1 | 4–2 | 2–1 | 1–2  | 2–0 | 0–0 | 2–1 |     |
| C. F. Rápid                | 1–1 | 0–0 | 2–0 | 0–0 | —   | 3–3 | 1–0 | 0–3 | 2–1 | 2–0 | 0–1 | 1–3 | 4–0 | 1–0 | 1–0 | 2–1  | 0–1 | 6–0 | 2–1 |     |
| C. D. Alberite             | 0–0 | 1–1 | 0–1 | 4–0 | 2–0 | —   | 3–0 | 4–1 | 3–0 | 2–3 | 1–1 | 2–0 | 1–2 | 2–2 | 3–0 | 3–1  | 5–0 | 9–2 | 4–1 | 3–1 |
| C. P. Calasancio "B"       | 3–3 | 0–1 | 1–2 | 1–0 | 1–2 | 2–4 | —   | 2–2 | 1–2 | 1–3 | 1–0 | 4–0 | 2–1 | 1–1 | 2–0 | 6–2  | 4–0 | 2–1 | 4–0 | 1–1 |
| Yagüe C. F.                | 4–4 | 2–3 | 0–1 | 0–0 | 2–2 | 1–0 | 1–1 | —   | 0–0 | 5–1 | 1–1 | 1–1 | 1–1 | 3–1 | 1–1 | 2–0  | 3–2 | 2–0 | 7–1 |     |
| C. D. Villegas             | 0–2 | 1–0 | 1–1 | 0–1 | 1–5 | 1–2 | 0–0 | 0–1 | —   | 0–2 | 5–0 | 2–0 | 2–1 | 3–0 | 0–0 | 3–2  | 2–0 | 4–2 | 2–1 |     |
| Náxara C. D. "B"           | 2–3 | 5–0 | 0–1 | 0–2 | 0–2 | 0–0 | 4–0 | 2–1 | 3–2 | —   | 4–1 | 3–0 | 5–1 | 1–0 | 4–0 | 0–3  | 6–1 | 8–1 | 2–0 | 4–1 |
| C. D. Autol                | 1–6 | 2–2 | 1–0 | 1–2 | 0–3 | 2–1 | 3–0 | 3–0 | 3–0 | 1–1 | —   | 4–1 | 0–0 | 2–2 | 3–0 | 4–2  | 2–1 | 4–0 | 3–0 |     |
| C. Haro Deportivo Promesas | 3–3 | 1–0 | 3–2 | 1–2 | 2–3 | 6–2 | 3–1 | 0–2 | 1–0 | 2–1 | 0–0 | —   | 3–3 | 2–0 | 3–1 | 0–2  | 2–2 | 5–2 | 4–1 | 0–1 |
| S. D. Oyonesa "B"          | 0–1 | 1–1 | 1–0 | 2–2 | 1–1 | 1–0 | 1–3 | 0–2 | 1–3 | 2–0 | 2–1 | 2–0 | —   | 3–2 | 1–3 | 4–0  | 2–0 | 3–1 | 1–2 |     |
| C. D. San Lorenzo          | 2–3 | 1–0 | 0–1 | 0–2 | 1–1 | 0–1 | 2–1 | 2–1 | 0–0 | 3–0 | 5–2 | 3–3 | 2–1 | —   | 2–1 | 0–2  | 2–1 | 0–0 | 3–1 |     |
| C. P. Calasancio "B"       | 3–3 | 0–1 | 1–2 | 1–0 | 1–2 | 2–4 | 2–0 | 2–2 | 1–2 | 1–3 | 1–0 | 4–0 | 2–1 | 1–1 | —   | 6–2  | 4–0 | 2–1 | 4–0 | 1–1 |
| Casalarreina C. F.         | 2–5 | 1–4 | 1–3 | 0–1 | 2–1 | 1–1 | 2–1 | 3–2 | 0–1 | 4–0 | 4–2 | 1–1 | 2–2 | 2–4 | 2–1 | —    | 1–1 | 2–2 | 2–1 |     |
| Albelda Atlétic C.         | 0–1 | 0–4 | 2–5 | 3–2 | 1–4 | 1–4 | 2–0 | 1–2 | 3–2 | 3–2 | 1–4 | 0–1 | 0–0 | 1–2 | 2–0 | 3–0  | —   | 3–2 | 3–2 |     |
| C. D. Celta Cenicero       | 1–4 | 0–2 | 2–1 | 0–3 | 0–3 | 0–3 | 0–2 | 0–5 | 0–2 | 1–5 | 0–6 | 1–1 | 1–3 | 3–1 | 0–2 | 2–2  | 0–1 | —   | 3–2 | 1–4 |
| Eficen Santa María         | 3–6 | 1–2 | 0–3 | 0–4 | 1–3 | 1–4 | 1–2 | 1–3 | 0–5 | 0–5 | 0–0 | 1–1 | 0–0 | 0–2 | 1–2 | 1–2  | 2–2 | 0–0 | —   | 1–0 |
| U. F. Rioja F. C.          |     |     |     | 2–1 | 0–2 |     |     | 0–0 | 3–0 |     | 0–2 |     | 3–3 | 1–0 |     | 2–0  | 2–3 |     |     | —   |

## Datos y estadísticas

### Récords
| Récords de equipos       | Récords de equipos | Récords de equipos                           | Récords de equipos   | Récords de equipos           | Récords de equipos | Récords de equipos           | Récords de equipos | Récords de equipos |
| Grupo                    | Fecha              | Equipo/s                                     | Local                |                              | Resultado          |                              | Visitante          | Rep.               |
| ------------------------ | ------------------ | -------------------------------------------- | -------------------- | ---------------------------- | ------------------ | ---------------------------- | ------------------ | ------------------ |
| Más goles en un partido  | 24-04-2011         | C. D. Anguiano "B" y Casalarreina C. F. (12) | C. D. Anguiano "B"   | Bandera de La Rioja (España) | 10 – 2             | Bandera de La Rioja (España) | Casalarreina C. F. | Jornada 32         |
| Mayor victoria local     | 24-04-2011         | C. D. Anguiano "B" (+8)                      | C. D. Anguiano "B"   | Bandera de La Rioja (España) | 10 – 2             | Bandera de La Rioja (España) | Casalarreina C. F. | Jornada 32         |
| Mayor victoria visitante | 29-05-2011         | C. D. Autol (+6)                             | C. D. Celta Cenicero | Bandera de La Rioja (España) | 0 – 6              | Bandera de La Rioja (España) | C. D. Autol        | Jornada 37         |

Fuente: Fútbol Regional. 